# Bataille de Qorahe
Seconde guerre italo-éthiopienne 
 Front sud
Batailles
Front septentrional
- Invasion de l’Abyssinie
- Offensive de Noël
- 1re Tembén
- Amba Aradom
- 2e Tembén
- Shiré
- Maychew
- Marche de la volonté de fer

Front méridional
- Qorahe
- Genalé Dorya
- Ogaden

La bataille de Qorahe se déroule durant les mois d'octobre et novembre 1935 entre l'Empire éthiopien et le royaume d'Italie. L'affrontement s'achève par une victoire italienne et la prise de Korahe.